# Lathraeocarpa acicularis
Lathraeocarpa acicularis är en måreväxtart som beskrevs av Cornelis Eliza Bertus Bremekamp. Lathraeocarpa acicularis ingår i släktet Lathraeocarpa och familjen måreväxter. Inga underarter finns listade i Catalogue of Life.